# Did It Again (pesem, Kylie Minogue)
»Did It Again« (originalno naslovljena »Clever Girl (Did It Again)«) je drugi singl avstralske pop pevke Kylie Minogue z njenega glasbenega albuma Impossible Princess (1997). Singl je ob izidu požel dosti uspeha, saj je zasedel petnajsto mesto na avstralski in štirinajsto na britanski glasbeni lestvici. Za uspešno prodajo v Avstraliji je pesem prejela zlato certifikacijo.

## Informacije o pesmi
Pesem so napisali Kylie Minogue, Steve Anderson in David Seaman v času, ko se je Kylie Minogue želela uveljaviti kot umetnica. Leta 1995 je njen duet z Nickom Caveom, »Where the Wild Roses Grow« postal uspešnica in oba sta uživala precej komercialnega in kritičnega uspeha; med drugim sta bila nominirana tudi za štiri nagrade ARIA Awards. S pesmijo sta nastopila na mnogih rock festivalih.
Radio različica pesmi je na začetku vključevala kitico, v kateri je Kylie Minogue dejala: »Imaš vse« (»You got it all«). Videospot pesmi »Did It Again« so izdali pozno leta 1997. Režiral ga je Pedro Romanhi, vključuje pa različne Kylie (»neodvisno Kylie«, »luštkano Kylie«, »plesno Kylie« in »seks Kylie«), ki se med seboj pretepajo. Mediji so takrat pričeli govoriti, da Kylie Minogue želi postati »neodvisna Kylie«.
Pesem »Did It Again« so v Avstraliji izdali novembra 1997, tik pred izidom albuma in takoj ob izidu, decembra 1997, je zasedla petnajsto mesto na avstralski in štirinajsto na britanski glasbeni lestvici. Pesem »Did It Again« je za uspešno prodajo v Avstraliji tamkaj prejel zlato certifikacijo. Sedemnajst tednov je pesem ostala med prvimi petdesetimi pesmimi na avstralski lestvici in s tem postala pesem Kylie Minogue, ki je tamkaj ostala najdlje.

## Seznam verzij

### CD s singlom 1
1. »Did It Again« (verzija s singlom) — 4:15
2. »Tears" — 4:27
3. »Did It Again« (remix Did It Four Times) — 5:49
4. »Some Kind of Bliss« (videospot)

### CD s singlom 2
1. »Did It Again« (verzija s singla) — 4:15
2. »Did It Again« (remix Trouser Enthusiasts' Goddess) — 10:24
3. »Did It Again« (remix Razor-n-Go) — 11:24

### Kaseta s singlom
1. »Did It Again« (verzija s singla) — 4:15
2. »Tears« — 4:27

### Avstralski video singl
1. »Did It Again« (videospot)
2. »Some Kind of Bliss« (videospot)

### Britanska promocijska gramofonska plošča s singlom
1. »Did It Again« (remix Trouser Enthusiasts' Goddess) — 10:24
2. »Did It Again« (remix Razor-n-Go) — 11:24

## Uradne verzije
- Verzija z albuma (4:22)
- Verzija s singla (4:15)
- Radijska različica (3:47)
- Remix Did it Four Times (5:53)
- Remix Trouser Enthusiasts Goddess (10:24)
- Verzija Razor-N-Go (9:54)
- Remix Razor-N-Go (11:24)

## Nastopi v živo
Kylie Minogue je s pesmijo »Did It Again« nastopila na naslednjih koncertnih turnejah:
- Intimate and Live Tour
- On a Night Like This Tour (at some shows only)
- KylieX2008 (nastopila po dodatnih pesmih samo v Sydneyju, Avstralija)